# Podhradí u Aše
Podhradí (deutsch Neuberg oder auch Neuberg bei Asch) ist eine Gemeinde im Karlovarský kraj in Tschechien.

## Geographie

### Geographische Lage
Podhradí liegt drei Kilometer nördlich der Stadt Aš im böhmischen Vogtland und gehört zum Okres Cheb. Die Ortslage erstreckt sich im Tal des Baches Ašský potok im Elstergebirge und wird überragt vom 22 Meter hohen Bergfried der Burgruine Neuberg. Nachbarorte sind Kopaniny im Osten, Dolní Paseky und Aš im Süden sowie Kamenná, Marak und Smrčina im Westen. Im Norden erhebt sich der Studánecký vrch (Hungersberg, 696 Meter hoch), im Südosten an der deutschen Grenze der Vyhlídka (Leitenberg, 678 Meter hoch) und im Süden der Háj (Hainberg, 757 Meter hoch) mit dem Bismarckturm.

### Nachbarorte
|                            | Hranice (Roßbach)                           |           |
| Krásná (Schönbach b. Asch) | Kompassrose, die auf Nachbargemeinden zeigt | Aš (Asch) |
|                            | Aš (Asch)                                   |           |

## Geschichte
Das Dorf Neuberg entstand im 12. Jahrhundert zu Füßen der gleichnamigen Burg. Die erste schriftliche Nachricht stammt aus dem Jahr 1288. Besitzer der Grundherrschaft war zu dieser Zeit das Geschlecht der Ritter von Neipperg. 1394 fiel der Besitz dieser Linie der Neipperger, die sich zuletzt von Neuberg nannten, nach dem Tode Konrads von Neuberg als Erbe an die Zedtwitzer. In der Reformationszeit wurde der Ort zusammen mit dem Umland des Ascher Zipfels evangelisch. Im Dreißigjährigen Krieg wurde die Burg verwüstet. 1690 erfolgte der Bau des Schlosses Sorg; 1693 wurde das Schloss Neuschloß errichtet. Unterhalb der Burg entstand das Schlössel. Nach einer Teilung der Herrschaft erfolgte 1750 der Bau des Schlosses Unterteil sowie 1752 des Schlosses Oberteil. Für diesen Bau wurden die Reste der Burg als Baumaterial verwendet.
1885 entstand bei Elfhausen an der neuerrichteten Lokalbahn Asch – Roßbach der Haltepunkt Neuberg. Die Gemeinde gehörte während der Habsburgermonarchie zum Gerichtsbezirk Asch bzw. Bezirk Asch.
1902 brannte Schloss Oberteil aus und wurde nicht mehr aufgebaut. Das nach dem Zweiten Weltkrieg verfallene Schloss Unterteil (Dolní zámek) wurde 1965 abgerissen, eine Untersuchung und Dokumentation des Bauwerkes erfolgten zuvor nicht. Es steht nur noch der nicht begehbare alte Turm der Burg.
Nach dem Münchner Abkommen wurde Neuberg dem Deutschen Reich zugeschlagen und gehörte bis 1945 zum Landkreis Asch.
Zum Ort gehörten noch die Ansiedlungen Neuschloß, Sorg, Steinpöhl und Elfhausen. Die Zedtwitz wurden 1945 nach 550-jährigem Besitz in Neuberg enteignet.
1946 wurden die deutschen Bewohner vertrieben.

### Einwohnerentwicklung
| Jahr | Einwohnerzahl |
| ---- | ------------- |
| 1869 | 1461          |
| 1880 | 1392          |
| 1890 | 1466          |
| 1900 | 1618          |
| 1910 | 1737          |

| Jahr | Einwohnerzahl |
| ---- | ------------- |
| 1921 | 2009          |
| 1930 | 1360          |
| 1950 | 454           |
| 1961 | 321           |
| 1970 | 257           |

| Jahr | Einwohnerzahl |
| ---- | ------------- |
| 1980 | 180           |
| 1991 | 138           |
| 2001 | 166           |
| 2011 | 175           |

## Sehenswürdigkeiten
- Die Kirche Zum guten Hirten wurde zwischen 1470 und 1490 durch den Egerer Burggrafen Heinz von Zedtwitz als Burg- und Begräbniskapelle erbaut. 1542 wurde die Kirche evangelisch; sie ist angeblich die älteste evangelische Kirche auf dem Territorium des bis 1918 existierenden Staates Österreich-Ungarn. Unter Ernst Wolf von Zedtwitz erfolgte zwischen 1678 und 1682 ein Umbau zu einer barocken Kirche. 1992 wurde mit Erhaltungsmaßnahmen begonnen, zu denen ehemalige deutsche Bewohner einen Großteil der Mittel zur Verfügung stellten. Jeden zweiten Sonntag im Monat wurde ein Gottesdienst in deutscher Sprache gehalten. Außerdem wird seit 1992 am zweiten Sonntag nach Ostern Kirchweih gefeiert.
- Lehrpfad zur Ortsgeschichte
- Sühnekreuz am Kirchberg, am 1. Februar 1290 durch Heinrich von Plauen errichtet
- Kriegerdenkmal für die Opfer des Kossuthaufstandes von 1848/49, der Schlacht von Solferino und der bei Königgrätz
- Burg Neuberk
- Ehemaliges Schloss Smrčina (Schloss Sorg), das 1690 für Karl Joseph von Zedtwitz errichtete Bauwerk befand sich bis 1911 im Besitz der Familie und musste dann wegen Überschuldung an den Ascher Unternehmer Wilhelm Fischer verkauft werden. Nach 1945 verkam das Schloss, 1963 erfolgte der Abbruch wegen Einsturzgefahr. Erhalten sind nur die baufälligen Wirtschaftsgebäude, an der Stelle des Schlosses befindet sich heute eine Silagegrube.

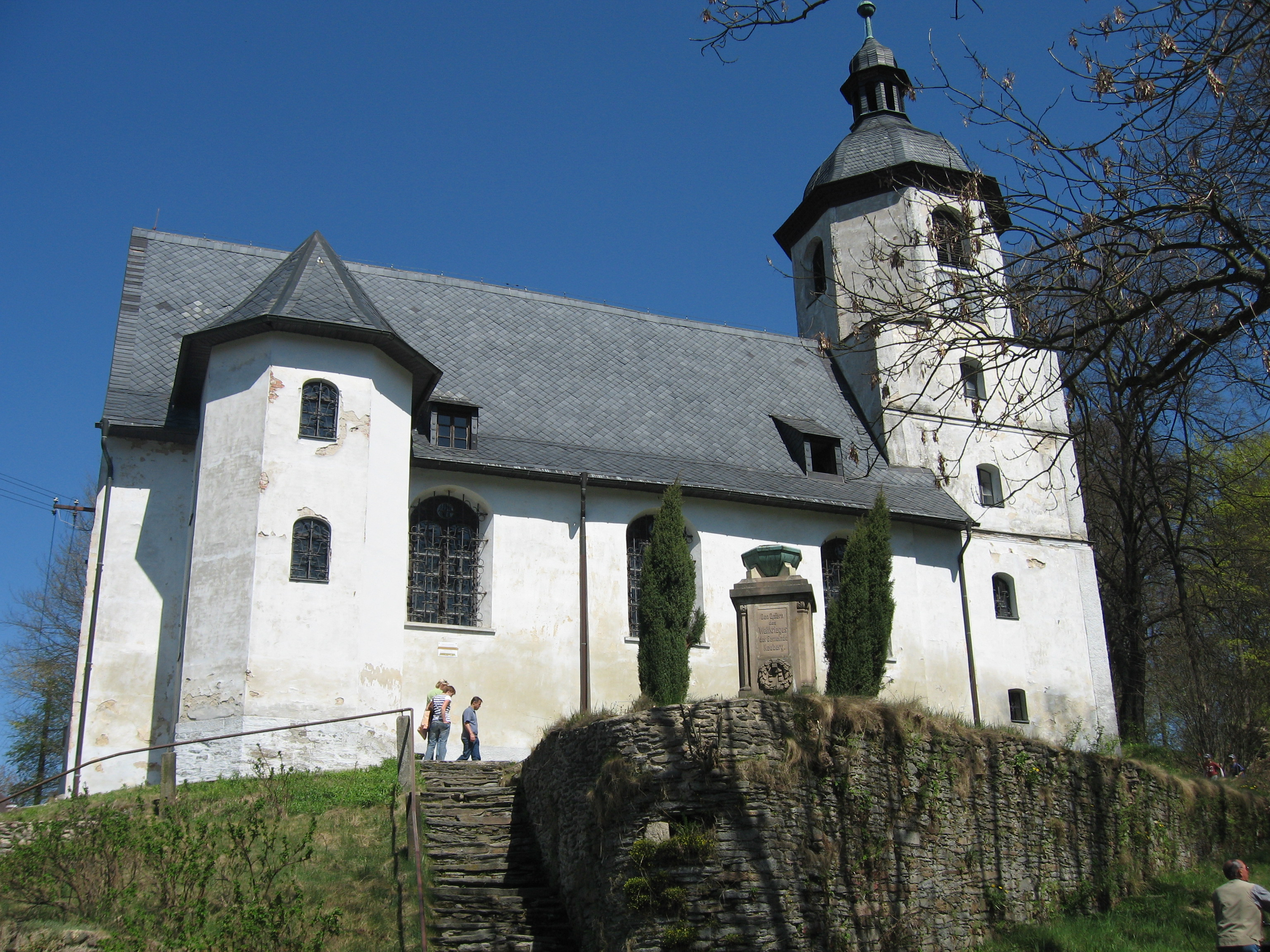
Kirche Zum guten Hirten
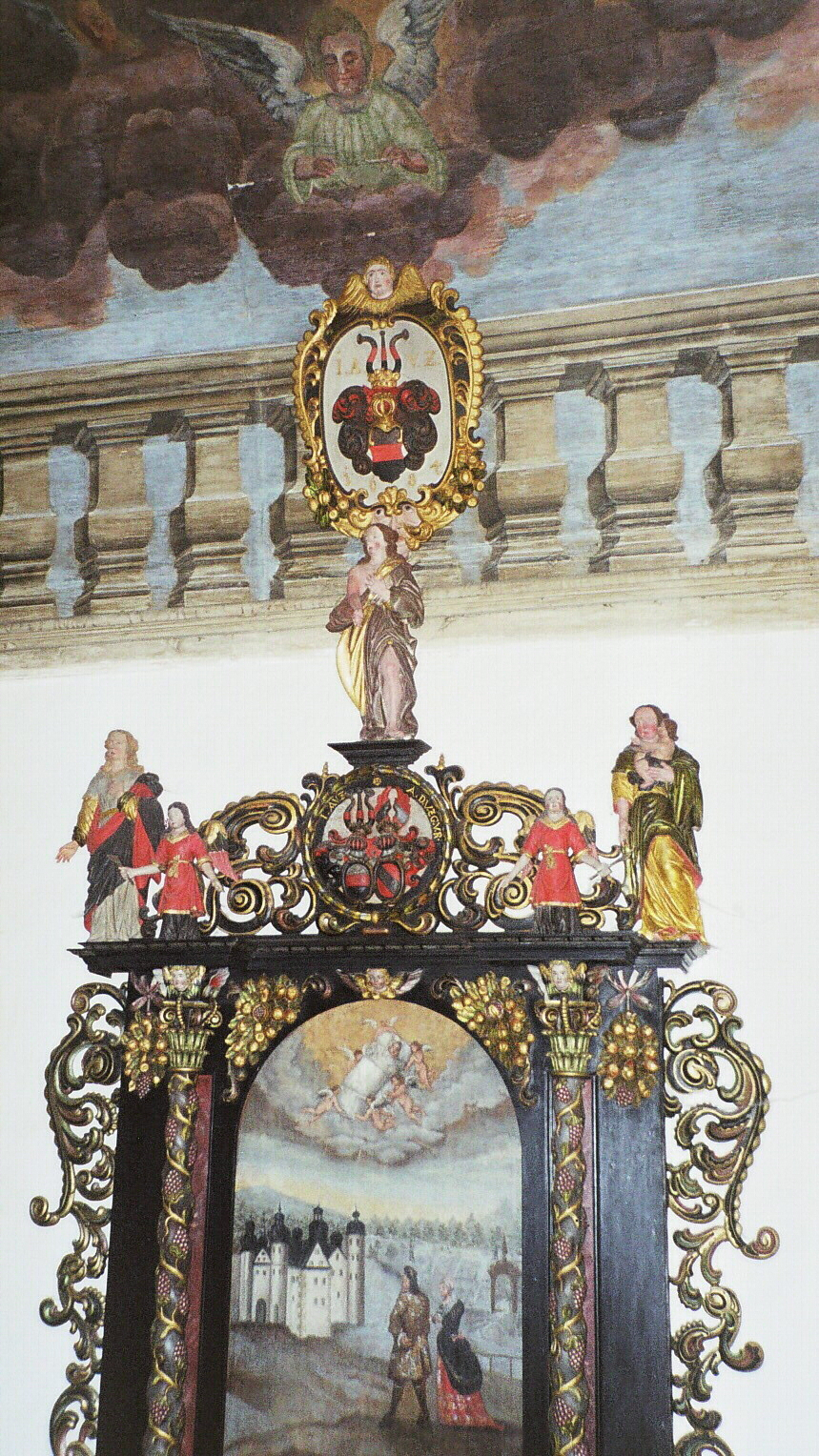
Oberer Teil des Epitaphgemäldes der Anna Dorothea von Zedtwitz, geb. Reitzenstein in der Neuberger Kirche
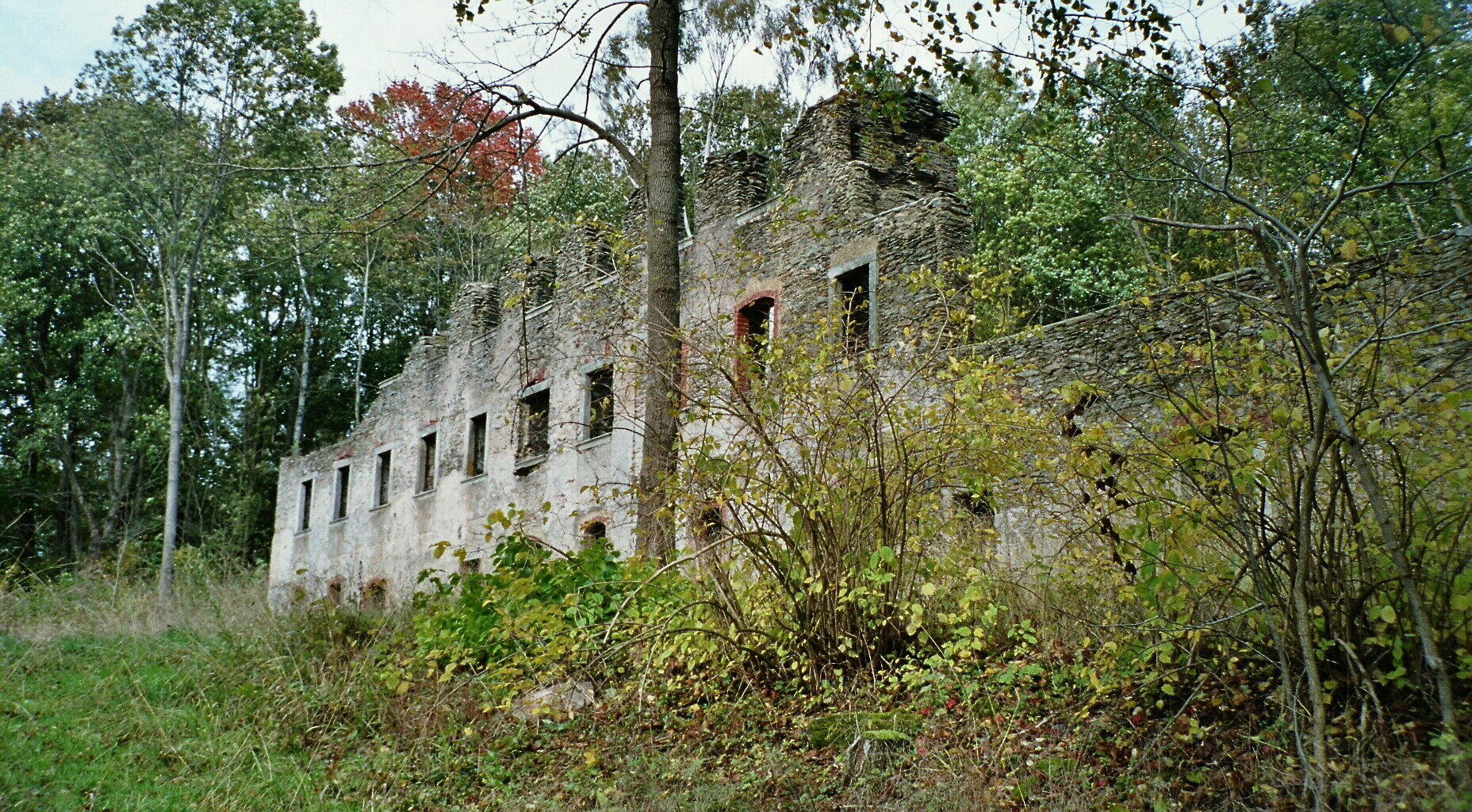
Ruine des 1902 abgebrannten Schlosses Oberteil
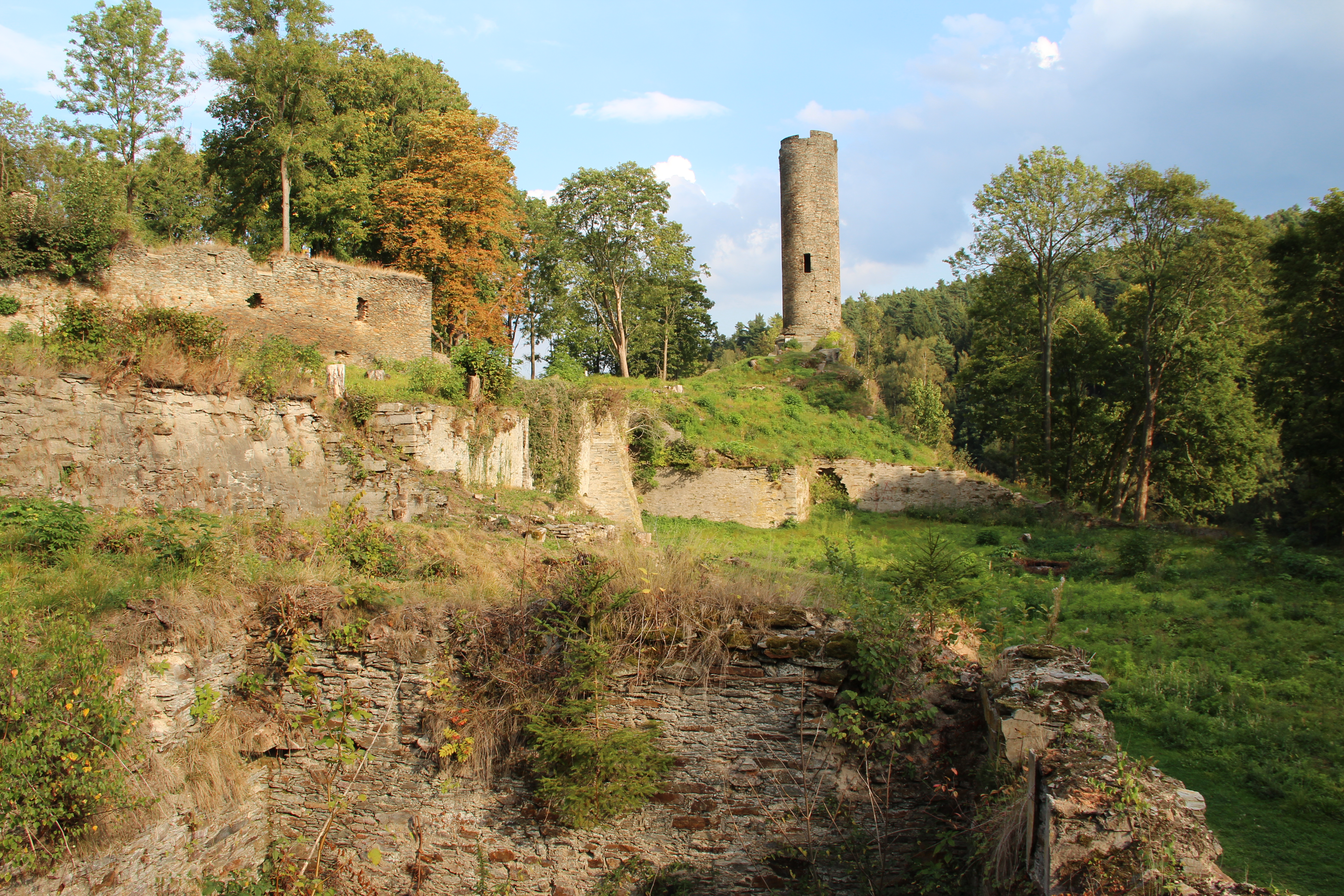
Reste des Schlosses in Neuberg (2012)

## Persönlichkeiten
- Ernestine von Fricken (1816–1844), Pianistin
- Edmund Jäger (1864–1935), Politiker (Alldeutsche Vereinigung) und Mediziner
- Richard Hölzel (1883–1934), Gendarmeriebeamter
- Leopold Chalupa (1927–2021), General a. D. und ehemaliger Oberbefehlshaber der NATO-Streitkräfte Europa-Mitte. Er war Ehrenbürger seines Geburtsortes.